# Campeonato Romeno de Voleibol Feminino - Divisão A2
O Campeonato Romeno de Voleibol Feminino - Divisão A2 (em romeno: Divizia A2) é organizada pelo Federação Romena de Voleibol, sendo disputado anualmente. A primeira fase é dividida em dois certames: Divizia A2 Vest e Divizia A2 Est. 
Os campeões e vice-campeões de cada um enfrentam-se num quadrangular chamado Torneio de Promoção Divisão A1.

## Certames Vest e Est
A Divizia A2 Vest reuniu na temporada 2009-10 oito equipes em busca da tão sonhada classificação à Divizia A1. A primeira fase foi dominada pelo CSM Lugoj, que não conheceu a derrota, seguido do CS Argeş Volei Piteşti, que obteve onze vitórias e três derrotas. Já a Est reuniu na temporada 2009-10 sete equipes, e foi dominada pelo CS Pro Volei Botoşani, que só conheceu a derrota uma única vez, seguido do CSM București.
Na temporada 2010-11, a Divizia A2 Vest apresentou um formato diferente na Fase I. As equipes foram divididas em dois grupos: Nord-Vesst e Sud-Vest. Classificaram-se para o Torneio de Promoção as equipes do CS Argeş Volei Piteşti e do CN Mircea cel Bătrân. Na Est, as equipes foram divididas em dois grupos: Nord-Est e Sud-Est. O primeiro, com apenas três representantes, classificou o CSU Galați e o CSM 2007 Focşani. O segundo, por sua vez, classificou o CS Constructorul Bucureşti e o CS Rapid București. Avançaram para o Torneio de promoção, o CSU Galați e o CSM 2007 Focşani, após confronto entre os dois grupos.
O CSM Volei Alba Blaj inicia a sua caminhada no voleibol feminino na temporada 2011-12. Imbatível, a equipe do interior romeno obteve a melhor colocação na Fase I da Divizia A2 Vest, sem perder um único jogo. Pelo segundo ano consecutivo, o CN Mircea cel Bătrân avançou para o quadrangular de acesso. O novato CSM Comision Braila e o CS Rapid București foram os melhores colocados na Divizia A2 Est na temporada 2011-12. 
Após um quarto lugar, o CSM Târgoviște, junta-se ao CSU Oradea como representantes da Divizia A2 Vest no quadrangular de acesso. Já pelo certame Est, os representantes da temporada 2012-13 foram o ACS Penicilina Iași e o tradicional CS Rapid București.
A novata ACS Știința Miroslava Iasi juntou-se ao já conhecido CN Mircea cel Bătrân din RV (mudança de certame), para representarem juntos a Divizia A2 Est, enquanto os dois novatos CS "U" Cluj e CSM Satu Mare, representaram a Divizia A2 Vest, em 2013-14.
Durante a temporada 2014-15, a Divizia A2 Vest teve como primeira e segunda colocada as equipes do CS Rapid București e da ACS Știința Miroslava Iasi, respectivamente. Pelo certame Vest, os representantes foram o CSU Târgu Mureș e o  CN Mircea cel Bătrân din RV, que voltou a competir em sua zona antiga.
O SCM Pitești foi o melhor colocado da Divizia A2 Est na temporada 2015-16, seguido do CSU Galați. Pelo lado Vest, os dois representantes foram a AS Universitatea Politehnica Timișoara e Timișoara VC.
Em 2016-17 o certame Est levou dois já conhecidos participantes ao quadrangular final, o CS Rapid București e o CSM 2007 Focşani. Pelo lado Vest, uniram-se ao já citados as equipes do Timișoara VC e do CS "U" Cluj.
A temporada 2017-18 da Divizia A2 Vest levou à fase final a já conhecida equipe do CSU Orade e o novato FC Argeș Pitești. Pelo lado Est, mais uma vez, os tradicionais CSU Galați e o CS Rapid București figuraram entre os principais clubes. 
Devido à quantidade de equipes restante na Divizia A1, na temporada 2018-19 não se disputou o Torneio de Promoção, tendo classificado diretamente as duas melhores equipes da Divizia A2 Vest (CSM Tîrgu Mureș e FC Argeș Pitești) e Divizia A2 Est (CS Medgidia e CS Rapid București). Na temporada seguinte, 2019-20, os dois melhores do Certame Vest (CSU Tîrgu Mureș e CSU Oradea, respectivamente) e os dois melhores do Certame Est (CSM 2007 Focşani e AV Tomis Constanța, respectivamente) deveriam ter diputado o torneio de promoção, mas devido à Pandemia de Covid-19 não foi possível a sua realização.

## Turneu de Promovare
O Turneu de Promovare é a fase final que reúne os representantes da Divizia A2 Vest e da Divizia A2 Est. É disputado em um quadrangular final de pontos corridos. Os dois primeiros classificam-se à Divizia A1 do ano posterior.
Na temporada 2009-10, o Torneio de Promoção à Divisão A1 do Campeonato Romeno, reuniu o CSM Lugoj e o CS Argeş Volei Piteşti, representantes da Divizia A2 Vest, e o CS Pro Volei Botoşani e o CSM București, representantes da Divizia A2 Est. No quadrangular, a equipe do CS Pro Volei Botoşani venceu todos os adversários, seguido do CSM București, com apenas uma derrota, do CSM Lugoj, com uma única vitória e do CS Argeş Volei Piteşti. Os dois primeiros garantiram o acesso à Divizia A1.
Em 2010-11, reuniram-se o CSU Galați, o CS Argeş Volei Piteşti, o CSM 2007 Focşani e o CN Mircea cel Bătrân. Sem dar chances aos adversários, o CSU Galați garantiu as três vitorias necessárias para retornar à elite romena. Acompanhando-o, subiu o CS Argeş Volei Piteşti, perdendo apenas uma partida.
O CSM Volei Alba Blaj mostrou maturidade no Torneio de Promoção da temporada 2011-12, vencendo os três encontros. Seguiram-no o CSM Comision Braila, o CS Rapid București e o CN Mircea cel Bătrân.
Três equipes obtiveram o mesmo resultado na temporada 2012-13, duas vitórias e uma derrota. A classificação foi decidida pelo número de set ganhos e perdidos, seguindo-se o ACS Penicilina Iași, o CSM Târgoviște, o CS Rapid București e, por último, o CS Universitar Oradea.
Com duas vitórias por 3x0 e uma por 3x2, o CS Universitatea Cluj obteve a melhor colocação no quadrangular de promoção na tempora 2013-14, seguido do ACS Știința Miroslava Iasi, com apenas uma derrota.
Os representantes da Divizia A2 Vest desistiram de participar do Torneio de Promoção na temporada 2014-15. Sendo assim, o terceiro colocado na Faza I Vest, Timișoara VC, atualmente conhecido como UVT Timișoara VC, juntou-se aos representantes da zona Est. Com apenas três equipes, o torneio terminou com a seguinte classificação: CS Rapid București, ACS Știința Miroslava Iasi e  Timișoara VC.
O SCM Pitești não deu chances aos rivais no Torneio de Promoção da temporada 2015-16, ganhando os três confrontos da fase final (dois 3x0, um por 3x2). Seguiram-no o CSU Galați, com apenas uma derrota (no tie break), o Timișoara VC e a AS "U" Politehnica Timișoara.
Em 2016-17, o Timișoara VC fez a melhor campanha do quadrangular de acesso, tendo vencido todos os confrontos. Seguiram-no as equipes do CS "U" Cluj, do CS Rapid București e do CSM 2007 Focşani.
Na temporada 2017-18, o CSU Galați, por mais um ano, conquistou o acesso à Divizia A1, na tentativa de voltar a ser a grande equipe que fora no passado. Com a segunda melhor campanha teve-se o CSU Oradea, seguido pelo CS Rapid București e pelo FC Argeș Pitești. Em 2018-19, o Torneio de Promoção foi cancelado devido ao número de equipes remanescentes da Divizia A1. Na temporada 2019-20 também não se disputou, devido à Pandemia de Covid-19, tendo o CSU Tîrgu Mureș sido promovido à Divizia A1.